# 1659 w sztukach plastycznych

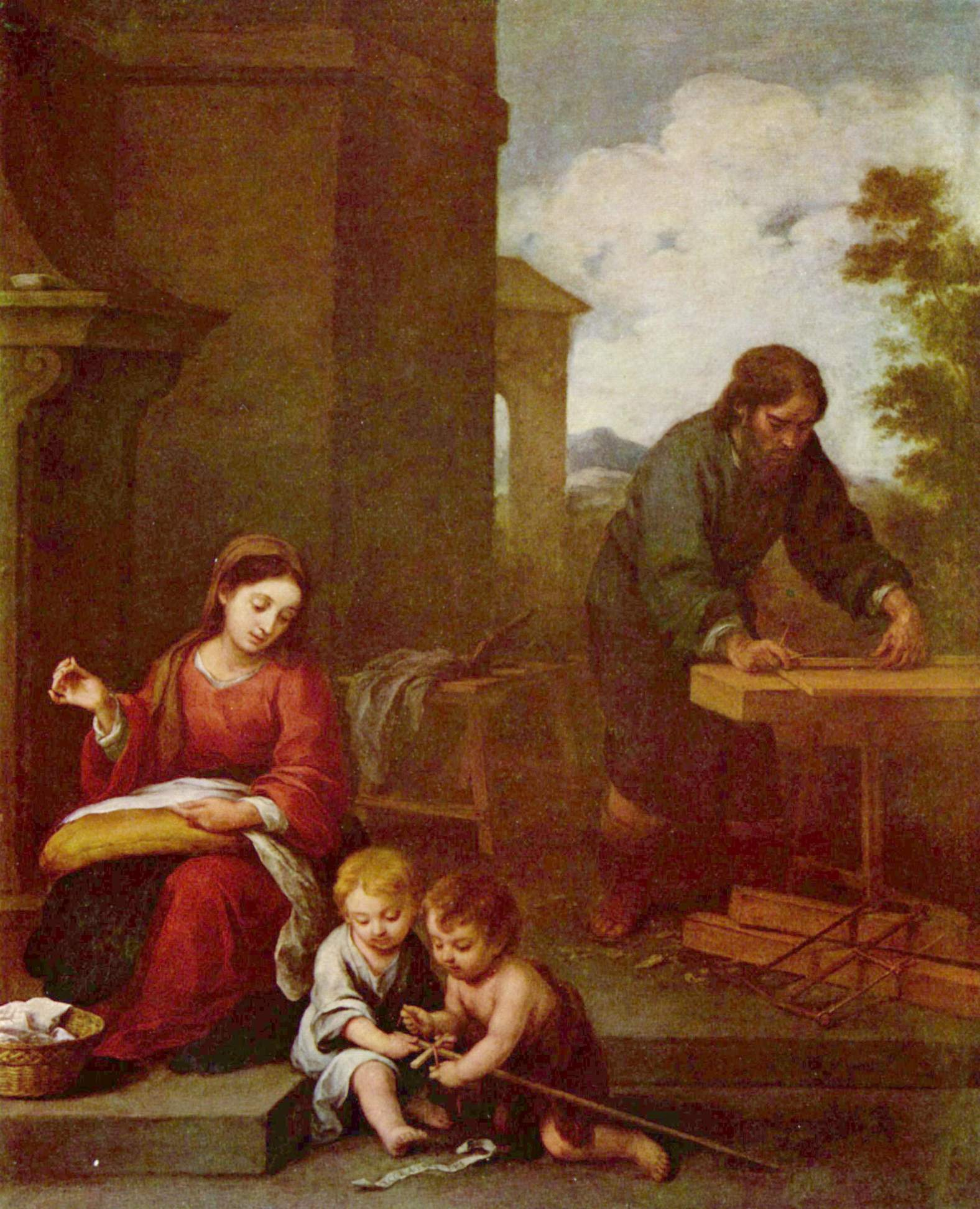
Murillo Święta Rodzina z małym Janem Chrzcicielem

Wydarzenia w sztukach plastycznych i wizualnych w 1659 roku.

## Malarstwo
- Bartolomé Esteban Murillo

Święta Rodzina z małym Janem Chrzcicielem (1655–1659) – olej na płótnie, 156 × 126 cm